# Croove
CROOVE(본명: 류휘만)는 대한민국의 작곡가이자 사운드 디렉터, 게임 디자이너이다. 서울예술대학교를 졸업했으며, 현재 펄어비스(PearlAbyss Corp.)에서 음악감독을 맡고 있다.
그는 2012년 이후 게임 개발사 펄어비스에 몸담으며 검은사막의 Original Score 200여 곡 프로듀싱 및 전체 게임 오디오(효과음, 성우 포함)를 디렉팅하고 있다. 2017년에는 독일, 체코, 헝가리의 각 오케스트라 레코딩을 통해 검은사막 오디오 리마스터링 작업 준비를 마쳤다.
현재 검은사막 오디오 리마스터링 작업 중이며, 2018년 게임 개발자 콘퍼런스(GDC)에 연사로 참가하여 전 세계 게임 업계 관계자들을 대상으로 오디오 리마스터링 제작 과정에 대해 강연한 바 있다.
그의 음악성은 검은사막 이후, 특유의 퍼커시브(Percussive)한 리듬감이 가미된 심포닉 사운드가 특징이다.
2012년 이전에는 게임 제작사 펜타비전의 사운드 실장이었으며, 어뮤즈월드의 EZ2DJ의 초창기 개발 스탭진 중 한 명이었다.

## 주요 작품
- 검은사막 Audio Remaster / 2018~
- 검은사막 Original Score 200여곡/ 2014
- 디제이맥스 포터블 3 / 2010 펜타비전
- C9 / 2009 NHN
- 디제이맥스 포터블 블랙 스퀘어 / 2008 펜타비전
- 디제이맥스 포터블 클래지콰이 에디션 / 2008 펜타비전
- 디제이맥스 테크니카 / 2008 펜타비전
- 디제이맥스 포터블 2 / 2007 펜타비전
- 디제이맥스 포터블 / 2006 펜타비전
- 디제이맥스 / 2004~2008 펜타비전
- EZ2DJ 4th Trax / 2002 어뮤즈월드
- EZ2DJ 3rd Trax / 2001 어뮤즈월드
- EZ2DJ 2nd Trax / 2000 어뮤즈월드
- EZ2DJ 1st Tracks SE / 1999 어뮤즈월드
- EZ2DJ 1st Tracks / 1999 어뮤즈월드

## 작곡 목록

### Ez2DJ 시리즈

#### 1st Tracks: R U Ready 2 Insida DJ Box?
- Catch the Flow
- Funny Funky
- Yes Yes
- The Rhythm
- Envy Mask
- Mystic Dream 9903
- Ztar warZ
- Minus One
- I do love you

#### Ez2dj 2nd TraX ~It Rules once again~
- Minus One Space Mix

#### Ez2dj 3rd TraX ~Absolute Pitch~
- Sand Storm
- Minus 2
- Black Market
- Sparrow
- Cosmic Bird
- 20000000000

#### Ez2dj 4th TraX ~Over Mind~
- Aquaris
- B.O.W.
- Complex
- JMJ
- Mad Robot
- Shout
- Fire Storm

### DJMAX 시리즈

#### Online: Emotional Sense
- Enemy Storm
- Sunny Side
- MASAI
- JBG
- CnP
- Red
- Get up
- OUT LAW

#### Portable 2: Sound Miracle
- Brain Storm
- Minus 3

#### Metro Project
- Desperado
- Sweet Shining Shooting Star

#### Technika3: Crew Challenge
- AD2222

## 참고 자료
1. 검은 사막, DJMAX의 류휘만 음악감독 합류 - 디스이즈게임 http://www.thisisgame.com/webzine/news/nboard/4/?n=36976
2. 펄어비스 GDC서 자체엔진·오디오리마스터 경험 공유 - 전자신문 http://www.etnews.com/20180327000215